# SAM-R
SAM-R, повна назва марксменська гвинтівка відділення (англ. Squad Advanced Marksman Rifle) — американська напівавтоматична марксменська гвинтівка під набій 5,56×45 мм НАТО, що перебувала на озброєнні Корпусу морської піхоти США з 2001 до 2015 рік. Гвинтівка є глибокою модернізацією класичної гвинтівки M14, що з початку 1960-х років перебувала на озброєнні Збройних сил США. Призначалася для посилення спроможностей відділення морської піхоти вести вогонь, забезпечувати прицільний вогонь в ході штурму або проведення активних бойових дій, а також допомагати у спостереженні та коригуванні іншій зброї відділення.
SAM-R була знята з озброєння збройних сил США в середині 2010-х років і, таким чином, більше не перебуває на озброєнні, будучи заміненим на M27 IAR.

## Історія створення та служби
Гвинтівка SAM-R була результатом тривалих експериментів Лабораторії бойових дій Корпусу морської піхоти (United States Marine Corps Warfighting Laboratory, MCWL) щодо введення до штату відділення морської піхоти спеціального навченого стрільця, озброєного високоточною гвинтівкою. Концепція спеціального стрільця вже використовувалась 4-ю експедиційною бригадою морської піхоти (антитерористичною) і полком безпеки морської піхоти. Під час навчань морський піхотинець з оптичною гвинтівкою і додатковою підготовкою забезпечував величезну користь невеликим піхотним підрозділам. Оптичний приціл значно посилював спроможності підрозділу збирати інформацію в ході бойових дій, а також допомагав прицілюватися засобам вогневої підтримки, таким як кулемети та міномети.
Зброярі MCWL вирішили використовувати в ролі базової гвинтівку M16, щоб зберегти певний рівень взаємосумісності як зброї, так і боєприпасів. Велися дебати про прийняття на озброєння зброї, подібної до Mk 11 Mod 0, але замість цього було прийнято рішення про можливу заміну для особового складу Корпусу морської піхоти, який використовував гвинтівку M14 DMR, яка є результатом глибокої модернізації M14.
SAM-R вироблялися секцією високоточної зброї (англ. USMC Precision Weapons Section) батальйону бойової підготовки на базі морської піхоти Квантіко. Для війни з тероризмом близько 100 зібраних SAM-R були відправлені до 22-го, 24-го і 26-го експедиційних полків морської піхоти II експедиційного корпусу морської піхоти (MEF), які дислокуються в Кемп-Леджейн. Марксмени I MEF, який базується в Кемп-Пендлтон, штат Каліфорнія, мали на озброєнні M16A4 з прикладами KAC M5 RAS і TA31F ACOG.
Деякі SAM-R отримали прізвисько «West Coast SAM-R», хоча це просто M16A4 з оптикою і сошками, а не «точна» гвинтівка, як SAM-R, що використовується морськими піхотинцями II MEF.
SAM-R перебували на озброєнні Корпусу морської піхоти США, також невелика кількість цих марксменських гвинтівок використовувалася британською армією.
Після тривалого періоду дебатів серед фахівців Морської піхоти щодо ролі точності проти пригнічувального вогню, у вересні 2018 року вони прийняли на озброєння нову доктрину і більш точну піхотну автоматичну гвинтівку M27, яка замінила більшу частину карабінів M4 для піхоти.
Деякі гвинтівки M27 відібрані за точністю; коли вони оснащені оптичними прицілами та глушниками, вони отримують назву M38 Designated Marksman Rifle. Гвинтівки розподіляються по одній на підрозділ.